# Patrick Barul
Patrick Barul (Orléans, 2 ottobre 1977) è un ex calciatore francese, di ruolo difensore.